# Прешевска повија
Прешевска повија је велика повија, која спаја долине Мораве и Вардара и у средишњем делу Балканског полуострва чини ниско пољско развође између порјечја Црног и Егејског мора.
Повија простире се између Врањског поља на сјеверу и Скопског поља на југу. У томе правцу, са сјевера на југ дугачка је око 60 km, широка 5–8 km, а дно јој је високо 300–460 m над морем.
Као једна од најважнијих тектонских удолина, скоро као канал пресијеца средиште Балканског полуострва и одвајкада је са долином Мораве и Вардара у њеном сјеверном и јужном продужењу била главна уздужна балканска комуникациона линија.
Римљани су почетком првог вијека саградили моравско-вардарски пут, са којим су се овдје, и од тада и касније кретале друге важне попречне комуникације.
Кроз прешевско-кумановску повију проведена је 1888 главна жељежничка пруга Београд-Солун.